# 자유대학생연합
자유대학생연합(自由大學生聯合, Union of the Liberty) 은 대한민국의 신보수주의 학생운동 단체이다. 대한민국 국가정보원 여론 조작 사건을 규탄하는 각 대학 총학생회의 시국선언에 반대하는 대학시국선언반대연합으로 출범하였다.
2013년 8월 3일 창설되어 2015년 1월 현재 4,800여명의 회원을 보유하고 있으며, (주)프리덤세이버라는 이벤트·행사·인쇄·전자상거래 업종의 주식회사를 설립하였다.

## 대표
| 기수 | 연도 | 이름   | 소속                | 비고     |
| ---- | ---- | ------ | ------------------- | -------- |
| 초대 | 2013 | 김상훈 | 연세대학교 경영학과 | 대표이사 |
| 2대  | 2015 | 유찬수 | 연세대학교 경제학과 | 대표이사 |
| 3대  | 2015 | 민천식 | 상지대학교 법학과   | 대표이사 |

## 활동
폭식투쟁을 했다.
향불집회를 했다.

## 논란
- 안녕들 하십니까 반박 대자보 대리부착 및 대필[4][5][6][7]
- 세월호 침몰사건 관련 유가족 조롱, 비난 만평 배포 및 "폭식투쟁" 퍼포먼스 기획[8][9][10][11]

## 같이 보기
- 한국대학생포럼